# Methyl-acetát
Methyl-acetát je organická sloučenina patřící mezi estery kyseliny octové, se vzorcem CH3COOCH3 (zkráceně AcOMe či MeOAc). Používá se ojediněle jako rozpouštědlo, lipofilní a slabě polární, častěji je ale používán podobný ethyl-acetát, který je méně toxický a méně se rozpouští ve vodě; methyl-acetát může za pokojové teploty vytvořit až 25% vodný roztok a za vyšších teplot se rozpouští ještě lépe. Ve vodných roztocích silných zásad a kyselin se rozkládá.

## Výroba
Methyl-acetát se získává jako vedlejší produkt karbonylace methanolu při výrobě kyseliny octové. Vytvořit se může také esterifikací kyseliny octové methanolem za přítomnosti silných kyselin, například sírové; účinnost tohoto postupu lze zlepšit pomocí reaktivní destilace.

## Reakce
Za přítomnosti silných zásad, například hydroxidu sodného, nebo silných kyselin, jako je kyselina chlorovodíková nebo sírová, se methylacetát hydrolyzuje na methanol a kyselinu octovou; tento rozklad se urychluje s rostoucí teplotou. Reakce s kyselinou je vzhledem k esteru prvního řádu a reakce se zásadou je vůči oběma reaktantům druhého řádu.
Methylacetát funguje jako Lewisova zásada, která vytváří 1:1 adukty s Lewisovými kyselinami. Patří mezi tvrdé zásady.

## Použití
Methylacetát se používá jako těkavé rozpouštědlo v lepidlech, barvách a odlakovačích na nehty.
Acetanhydrid se vyrábí karbonylací methylacetátu.